# Винова лоза
Винова лоза (Vitis vinifera L.) је врста скривеносеменица из рода Vitis породице Vitaceae (лозице). Род Vitis обухвата око 60 врста дрвенастих пузавица, од којих се само неколико узгаја. „Културну“ винову лозу је на територији Србије први пут посадио цар Пробус на Фрушкој гори и Монс Ауреус (околина Смедерева).

## Порекло винове лозе и историјат њеног гајења
Евро-азијска лоза или сорте Европе и западне Азије су најзаступљеније у виноградима широм планете. Међутим, научници се још нису сложили о њеном пореклу и ширењу њене културе. По једнима је она пореклом из области између Црног и Каспијског мора и Закавказја, по другима из ових области и планинског Ирана. Неки кажу да је настала у Европи од дивље лозе, али највероватније је да су неке форме у Европи настале од дивље лозе (Vitissilvestris), те да су увођењем форми културне лозе (Vitisvinifera) из средње Азије, и њиховим укрштањем, настале многе данас познате сорте.
На основу писаних података се може рећи да је култура гајења винове лозе стара 7000—9000. година. У тадашњим земљама централне и Мале Азије (Феникија, Персија, Медија, Асирија, Палестина итд.), и северне Африке (Египат), култура гајења винове лозе је била на врло високом нивоу.
За ширење културе гајења винове лозе веома су заслужни Феничани, који су занимајући се морепловством и трговином, како каже званична историјска наука, оснивали своје колоније на Црном и Средоземном мору, и тако ширили културу гајења винове лозе.
Званична наука каже да су Феничани научили своју браћу Трачане да се баве виновом лозом, иако је она постојала у тим крајевима знатно раније. Трачани су култури гајења винове лозе научили придошле Грке из Африке, а ови су ширећи своје колоније по Средоземљу даље ширили ту културу. Придошла „италска“ племена из Египта и Етиопије, од којих је настао део потоњих Римљана, су виноградарство научили од Рашана и Етрураца. Римљани су изузетно заволели винову лозу и ширили су и унапређивали културу њеног гајења.
У периоду друге половине 19. века, над виноградарством Европе, надвио се црни вео, звани филоксера или сушибуба. Филоксера или сушибуба је инсект, који је пренесен из Северне Америке у Европу, који је оштећујући коренов систем биљака винове лозе, довео до пропадања скоро свих винограда на старом континенту. Због филоксерне кризе, која је потресала виноградарство Европе, постојала је потреба, у развијеним виноградарским земљама, да се оно брзо обнови. Требало је пронаћи род, и врсте унутар њега, које би имале коренов систем отпоран према филоксери, а квалитет плода као евро-азијска лоза. Решење се састојало у томе да се на америчку лозу, која ће дати подземни део, накалеми племенита лоза, која ће дати надземни део. Коренов систем америчке лозе такође напада филоксера, али не проузрокује велике повреде, те чокот несметано живи дуго година.

## Биологија винове лозе
Винова лоза или како се још зове племенита – Vitis vinifera L. спада у породицу Vitaceae – лијане. Ова породица обухвата 11 родова са око 600 врста. Мали број њих је уведен у културу, за искоришћавање плода, као подлоге за калемљење, и као украсне биљке. Двадесетак оних које су уведене у културу за искоришћавање плода и као подлоге за калемљење припадају роду Vitis. Породица Vitacеаесе дели се на две подпородице: Leeoideae Clarke и Vitoideae Planchot. Подпородица Leeoideae има само један род Leea L. Подпородицу Vitoideae, Planchot је поделио на 10 родова, од којих је један и Vitis.

### РодVitis
По фрацуском научнику Планчоту овај род има 32 врсте. Планчот је род Vitis поделио на два подрода Euvitis и Muscadiniа, према морфолошким и анатомским обележјима и биолошким својствима. После раздвајања копна представници овог рода су наставили да се развијају у различитим условима, посебно климатским, који су условили појаву нових биолошких својстава, по којима се битно разликују. То је условило поделу врста овог рода на три географске групе:
1. америчка
2. евро-азијска
3. источно-азијска

Евро-азијска група рода Vitis – обухвата врсте подрода Euvitis. Подвојена су гледишта да ли у оквиру ове групе постоји једна или две врсте. Једни аутори сматрају да постоји V. Vinifera – гајена, културна, племенита евро-азијска лоза, и V. Silvestris – дивља евро-азијска лоза. Други сматрају да постоји једна врста V. Vinifera са две подврсте V. Vinifera ssp. sativa или културна лоза, и V. Vinifera ssp. silvestris или дивља лоза.

## Морфологија органа винове лозе
Свака поједина биљка винове лозе се зове чокот (гиџа, пањ или трс). Чокот има одређене органе од којих сваки има посебну улогу у животу биљке. На сваком чокоту се разликују вегетативни и генеративни органи. Вегетативни су: корен, стабло, кракови, ластари, рашљике, листови окца и пупољци, док су генеративни: цваст, цвет, грозд, бобица и семе.

### Корен
Код лозе разликујемо коренов систем који постаје из семена – коренов систем сејанца, и онај који настаје из појединих вегетативних делова лозе – адвентивни коренов систем.
Коренов систем сејанца има лоза која је размножена семеном. У култури се то примењује ретко, и то само у циљу стварања нових сорти и хибрида племените лозе и лозних подлога.
Адвентивни коренов систем настаје из вегетативних делова лозе, најчешће из зелених или зрелих ластара или чак из кракова. Делови зелених или зрелих листара, постављени у повољне услове, у земљишту или води, лако се и брзо укорењују.

### Стабло
Стабло винове лозе представља надземни део чокота који се завршава зељастим – несазрелим ластарима (у једном делу вегетације) или зрелим ластарима (по опадању лишћа у јесен).
У стаблу се током вегетације нагомилавају велике количине резервних хранљивих материја које су неопходне за развој чокота у наредној години. Најзад, стабло повећава висину и површину чокота ради смештаја већег броја родних елемената и постизања бољих приноса грожђа.
Стабло може да буде разгранато или без разгранавања. Код врло ниског стабла кад нема вишегодишњих огранака, глава чокота представља стабло. Вишегодишњи огранци стабла називају се кракови и родни чворови. Број кракова је зависан од облика чокота, а на чокоту их може бити 2-6. Правац кракова је усправан, кос или водораван. Код неких облика чокота кракови се завршавају ластарима, углавном код кракова вертикалног или косог правца. Дуги облици чокота имају по дужини кракова родне чворове са ластарима. Родни чворови су задебљања на крацима, на којима се резидбом остављају родни елементи, кондири или лукови.

### Ластари
Ластари су носиоци ситова, пупољака, окаца, заперака, рашљика, цвасти и гроздова. По дужини на извесним местима имају задебљања која се називају коленца. Део ластара између два суседна коленца назива се чланак. На чланку нема никаквих органа. На коленцу ластара се са једне стране налази лист, а са супротне стране листа, на коленцу се налази цваст, односно грозд(или рашљика), или је празно, без ових органа.

### Рашљике
Рашљике су органи који служе лози да се прихвате за потпорне предмете на које наилази, и да на тај начин учврсти и одржи у усправном положају ластаре и омогући њихов бољи пораст у висину. Налазе се на коленцима ластара на супротној страни од листа.

### Грозд
После оплођења и образовања бобице, цваст винове лозе постаје грозд. Грозд се састоји из два јасно одвојена дела: бобице и шепурине. Бобице су са осталим делом шепурине спојене петељчицама.
Део главне осовине, од места причвршћења за ластар до првог бочног гранања, зове се петељка грозда. Петељка грозда може бити кратка, средње дужине и дугачка, што зависи од сорте.
Облик, тежина и величина грозда зависе од сорте и услова средине. По облику су гроздови разних сорти разноврсни. Ипак, могу се сврстати у неколико основних типова: ваљкаст (цилиндричан), купаст, ваљкасто-купаст, криласт и разгранат. Између ових основних облика типова гроздова постоје и многи прелазни облици. Према томе да ли су бобице у грозду приљубљене или размакнуте, имамо више или мање збијене гроздове. Винске сорте имају већином збијене гроздове, док стоне сорте, и оне комбинованих својстава имају растресите.

## Годишњи биолошки циклус развића винове лозе
Животне појаве чокота током једне године чине годишњи биолошки циклус развића, који траје од почетка кретања сокова једне године до почетка кретања сокова наредне године.
У умереној климатској зони годишњи циклус развића састоји се из два периода: периода активног живота или периода вегетације, и периода притајеног живота или периода мировања. Период вегетације траје од почетка кретања сокова у пролеће и завршава се опадањем лишћа у јесен, после чега наступа период мировања. Дужина трајања периода мировања зависи од климатских услова и сорте. Период мировања, у умереној климатској зони, траје око пет месеци, а северније нешто дуже. У жарком појасу винова лоза је у непрекидној вегетацији.

### Период вегетације
Према спољним променама на чокоту винове лозе и унутрашњим физиолошким процесима, период вегетације дели се на шест фаза:
1. Кретање сокова
2. Пупљење и ластарење
3. Цветање и оплођење
4. Развој зрелих бобица
5. Сазревање грожђа
6. Сазревање ластара и опадање лишћа

### Период мировања
У хладнијем делу године, у умереном појасу нема спољњег испољавања животне активности. Мировање је пак само релативно, јер и у току овог периода не престају животни процеси у чокоту као што су дисање и транспирација, иако су слабијег интензитета.

## Размножавање
Лоза се може размножавати генеративно и вегетативно. Генеративно размножавање представља размножавање путем семена, а вегетативно путем делова чокота који имају окца и пупољке. У пракси се лоза искључиво размножава вегетативно, путем резница или калемљењем. Овај начин размножавања винове лозе је заступљен, зато што се њиме верно преносе особине са родитеља на потомство, зато што се веома брзо и лако добије велики број нових биљака приближно истих особина, и зато што нове биљке почињу рано да плодоносе.

### Генеративно размножавање
Размножавање винове лозе семеном се примењује само у поступку стварања нових сорти. У практичне сврхе се не примењује, зато што се добијене биљке разликују од родитеља, и међусобно, по морфолошким обележјима и биолошким својствима. Ради се о томе да се код цвета винове лозе догађа и самооплодња и странооплодња.

### Вегетативно размножавање
Овај начин размножавања се заснива на способности лозе да обнавља (регенерише) поједине органе, које је изгубила, или да развије нови чокот (нову биљку) из појединих делова чокота. Многи органи имају способност обнављања, али нови чокот могу да дају само они који имају пупољке и окца. Једино ластари и делови чокота старији од 5 година имају окца (зимска и спавајућа) и пупољке, из којих може да се развије нови ластар, и могу да створе адвентивне жиле, чиме настане нова биљка. За вегетативно размножавање се највише користи једногодишња зрела лоза тј. њени делови који се зову резнице. Вегетативно размножавање може бити положеницама, резницама и калемљењем.

## Сорте племените лозе
У оквиру племените-евроазијске лозе, постоји велики број сорти, од којих се неке налазе више векова у производњи, у разним деловима света, или су обележје неке земље или виноградарског рејона. Према начину коришћења, све сорте се могу поделити у три групе и то:
1. Винске сорте
2. Стоне сорте чије се грожђе троши у свежем стању
3. Стоне сорте чије се грожђе прерађује

### Винске сорте
Деле се у сорте за производњу белих и црних вина. Унутар њих се деле на сорте за производњу вина високе каквоће, добре каквоће, стоних вина, десертних вина, винског дестилата и тд.

### Стоне сорте
Од њих се добија грожђе које се користи у свежем стању, одмах после бербе или након извесног чувања, или се прерађује. Код ових сорти подела није извршена према каквоћи плода, већ према времену сазревања.

## Болести винове лозе
Винова лоза је до половине 19. века у Европи била гајена скоро без икакве заштите. Несрећним преношењем болести и штеточина из Северне Америке, почиње мучно и тешко раздобље европског виноградарства. Стална и успешна заштита винове лозе, од разних болести и штеточина, постаје најважнија преокупација једног виноградара.
Племењача је једна од најопаснијих болести винове лозе. Појављује се скоро сваке године и причињава велике штете на виновој лози. У мају се појављују препознатљиве уљане пеге на лишћу, које се са наличја лишћа уочавају као беличаста превлака. После ширења и спајања флека, велика површина листа изумире и постаје мрка, као пламеном захваћена, по чему је болест добила име. Могу бити захваћени сви зељасти делови биљке, а развоју болести погодује кишовито време. Гљива која проузрокује ову болест је Plasmoparaviticola.
Пепелница у новије време причињава веће штете виноградарима од племењаче. У пролеће се на лишћу, цветовима, ластарима и бобицама, јавља карактеристична пепељаста превлака. Лишће се суши и увија, ластари су кратки и неразвијени, младе бобице се смежурају и суше, док старије пуцају и труну. Гљива која проузрокује болест (Oidiumtuckeri) ствара пепељасту превлаку од спора, које се разносе ветром и кишом. За развој пепелнице није толико потребна киша, као код племењаче, већ је довољно да ваздух буде засићен воденом паром.
Сива трулеж грожђа појединих година, посебно када је кишна јесен, причињава велике штете виноградарима. Први знаци болести могу да се уоче још у пролеће, када могу бити захваћени млади ластари, пупољци, или нешто касније неразвијене цвасти. Препознаје се по округластим, крупним, тамнијим пегама, у оквиру којих ткиво бобица омекшава и трули, услед чега се бобица смежурава. По сивој превлаци на гроздовима болест је добила име сива трулеж. Гљива која проузрокује болест је Botritiscinerea.
Фомопсис је болест која узима све више маха у виноградима, коју узрокује гљива Phomopsis viticola, док је секундарни паразит Guignardia baccae. Највише штете проузрокује у годинама када је у време отварања окаца кишовито. Тада долази до пропадања зимских окаца, због чега се на чокоту не развија довољан број ластара. Из тих разлога може доћи до сушења појединих делова, или чокота у целини.
Еутипиозно изумирање винове лозе представља изумирање винове лозе које проузрокује Eutypalata. Ово је једно од најштетнијих обољења које захвата дрвенаста ткива. Овај паразит је познат у свим деловима света, где се гаји винова лоза. Јачина појаве овог паразита зависи од количине падавина.

## Класификација рода - списак врста

### подрод
-{Vitis rotundifolia Mchx.
Vitis munsoniana Simps.}-
група -{Labruscae
Vitis labrusca L.}-
група -{Aestivales
Vitis aestivalis Mchx.
Vitis lincecumii Muns.
Vitis bicolor Lec.}-
група -{Cinerascentes
Vitis cinerea Engelm.
Vitis cinerea subsp. baileyana
Vitis cinerea subsp. canescens
Vitis cinerea subsp. cinerea
Vitis cinerea subsp. floridana
Vitis cinerea subsp. helleri
Vitis cinerea subsp. tomentosa
Vitis cordifolia Mchx.
Vitis berlandieri Planch.}-
група -{Rupestres
Vitis rupestris Scheele
Vitis monticola Buckl.
Vitis arizonica Engelm.}-
група -{Ripariae
Vitis riparia Mchx. (syn. Vitis vulpina L.)
Vitis rubra Mchx. (syn. Vitis palmata)}-
група -{Labruscoideae
Vitis californica
Vitis caribaea de Cand.
Vitis coriacea Shttl. (syn. Vitis shuttleworthii)
Vitis candicans Engelm.
Vitis blancoii Muns.
Vitis coignetiae Pull.
Vitis romanenti Rom.
Vitis thunbergi Sieb.
Vitis lanata Roxb.
Vitis pedicellata Laws.
Vitis pisezkii Maxim.}-
група -{Incertae
Vitis davidii Rom.
Vitis pagnuccii Rom.
Vitis amurensis Rupr.
Vitis balsaeana Planch.
Vitis flexuosa Thnbg.
Vitis retordi Rom.
Vitis pentagona Diels und Gilg.
Vitis armata Diels und Gilg.
Vitis bourgaeana Planch.}-
група  - врсте ове групе називају се грожђе
 = винова лоза
Vitis vinifera subsp. vinifera
-{Vitis vinifera subsp. sativa D.C.
Vitis vinifera subsp. sylvestris Gm
Vitis vinifera subsp. caucasica Vav.
Vitis acerifolia
Vitis x bourquina
Vitis x champinii (Vitis rupestris x Vitis candicans)
Vitis x doaniana
Vitis girdiana
Vitis labruscana (syn. Vitis labrusca)
Vitis mustangensis
Vitis x novae-angliae
Vitis tiliifolia}-